# Badminton-Asienmeisterschaft für Behinderte
Badminton-Asienmeisterschaften für Behinderte (auch Parabadminton-Asienmeisterschaft genannt) werden seit 2004 ausgetragen.

## Austragungsorte
| Jahr | Nr. | Land                | Ort               | Datum                     |
| ---- | --- | ------------------- | ----------------- | ------------------------- |
| 2004 | I   | Malaysia            | Kuala Lumpur      | 14. bis 18. Juli 2004     |
| 2008 | II  | Indien              | Bangalore         | 2008                      |
| 2012 | III | Südkorea            | Yeoju             | 1. bis 3. November 2012   |
| 2016 | IV  | Volksrepublik China | Peking            | 24. bis 27. November 2016 |
| 2020 | -   | -                   | -                 | abgesagt                  |
| 2025 | V   | Thailand            | Nakhon Ratchasima | 17. bis 22. Juni 2025     |